# Spring Air Company
Spring Air Company er en amerikansk producent af madrasser. Virksomheden blev etableret i Chicago i 1926 af Francis Karr. Spring Air har 13 amerikanske fabrikker og 22 internationale licensproduktioner, mens produkterne kan købes i 32 lande. Deres mærker inkluderer Nature's Rest, Back Supporter, Four Seasons, Sleep Sense, Chattam and Wells og Spine Support.